# Dave Stringer
David Stringer (Great Yarmouth, 15 ottobre 1944) è un allenatore di calcio ed ex calciatore inglese, di ruolo difensore.

## Carriera

### Giocatore
Stringer esordisce nel calcio professionistico con la maglia del Norwich City nel 1964, nella seconda divisione inglese, campionato nel quale milita ininterrottamente fino al 1972, anno in cui il suo club vince il campionato, ottenendo la prima promozione in prima divisione della propria storia. Il primo anno in massima serie è caratterizzato, oltre che dalla conquista della salvezza, dalla finale di Coppa di Lega inglese persa contro il Tottenham; l'anno seguente arriva invece una retrocessione in seconda divisione, seguita da una nuova promozione al termine del campionato 1974-1975, terminato con un terzo posto in classifica (e con una seconda finale persa in Coppa di Lega, questa volta contro l'Aston Villa). Al termine della First Division 1975-1976, chiusa dal Noriwch al decimo posto in classifica, Stringer lascia dopo 12 anni il club, nel quale ha totalizzato complessivamente 499 partite in competizioni ufficiali.
Nell'estate del 1976 scende in Fourth Division (la quarta divisione inglese) al Cambridge Utd, con cui al suo primo anno vince il campionato; nella stagione 1977-1978 la squadra arriva invece seconda in classifica in Third Division, consentendo quindi a Stringer di giocare gli ultimi due anni della sua carriera da calciatore (dal 1978 al 1980) nella seconda divisione inglese.

### Allenatore
Terminata la carriera da calciatore Stringer inizia ad allenare, ripartendo dalle giovanili del Norwich City, con cui nella stagione 1982-1983 vince una FA Youth Cup; rimane nelle giovanili del club fino al novembre del 1987, quando, in seguito alle dimissioni di Ken Brown, gli viene affidato l'incarico di allenatore della prima squadra, con cui arriva quattordicesimo in classifica nella prima divisione inglese, riuscendo nell'impresa di evitare la retrocessione in seconda divisione. Per questo motivo, viene riconfermato anche per la stagione 1988-1989, che si rivela essere una delle più positive nella storia del club, che arriva quarto in classifica in campionato (all'epoca il miglior piazzamento di sempre nella storia del club, e che, se non fosse stato per la squalifica dei club inglesi dalle competizioni UEFA per club, avrebbe valso la qualificazione alla Coppa UEFA) e raggiunge la semifinale di FA Cup. Nei tre anni seguenti il Norwich arriva rispettivamente decimo, quindicesimo e diciottesimo in classifica, giocando anche una semifinale di Full Members Cup (nella stagione 1990-1991) ed una seconda semifinale di FA Cup, nell'edizione 1991-1992 della manifestazione. Al termine della stagione 1991-1992, avendo il Norwich evitato in extremis la retrocessione in seconda divisione, Stringer si dimette dall'incarico di allenatore della prima squadra, per tornare ad allenare nelle giovanili, dove rimarrà fino al 2001, anno del suo definitivo ritiro dal calcio.

## Palmarès

### Giocatore

#### Competizioni nazionali
- Second Division: 1

Norwich City: 1971-1972
- Fourth Division: 1

Cambridge United: 1976-1977

### Allenatore

#### Competizioni giovanili
- FA Youth Cup: 1

Norwich City: 1982-1983